# Satrapa icterophrys
Satrapa icterophrys là một loài chim trong họ Tyrannidae.